# ل پمپیدو
ل پمپیدو (به فرانسوی: Le Pompidou) یک کمون در فرانسه است که در لوزر واقع شده‌است.

## خصوصیات
ل پمپیدو ۲۲٫۸۰ کیلومترمربع مساحت و ۱۵۴ نفر جمعیت دارد و ۷۵۰ متر بالاتر از سطح دریا واقع شده‌است.